# Gobichettipalayam
Gobichettipalayam (o Gobichettipalaiyam, Gobichettipalyam, Gopichettipalaiyam) è una suddivisione dell'India, classificata come municipality, di 55.150 abitanti, situata nel distretto di Erode, nello stato federato del Tamil Nadu. In base al numero di abitanti la città rientra nella classe II (da 50.000 a 99.999 persone).

## Geografia fisica
La città è situata a 11° 28' 0 N e 77° 27' 0 E e ha un'altitudine di 241 m s.l.m..

## Società

### Evoluzione demografica
Al censimento del 2001 la popolazione di Gobichettipalayam assommava a 55.150 persone, delle quali 27.289 maschi e 27.861 femmine. I bambini di età inferiore o uguale ai sei anni assommavano a 4.718, dei quali 2.384 maschi e 2.334 femmine. Infine, coloro che erano in grado di saper almeno leggere e scrivere erano 40.953, dei quali 21.912 maschi e 19.041 femmine.